# Gemeentehuis

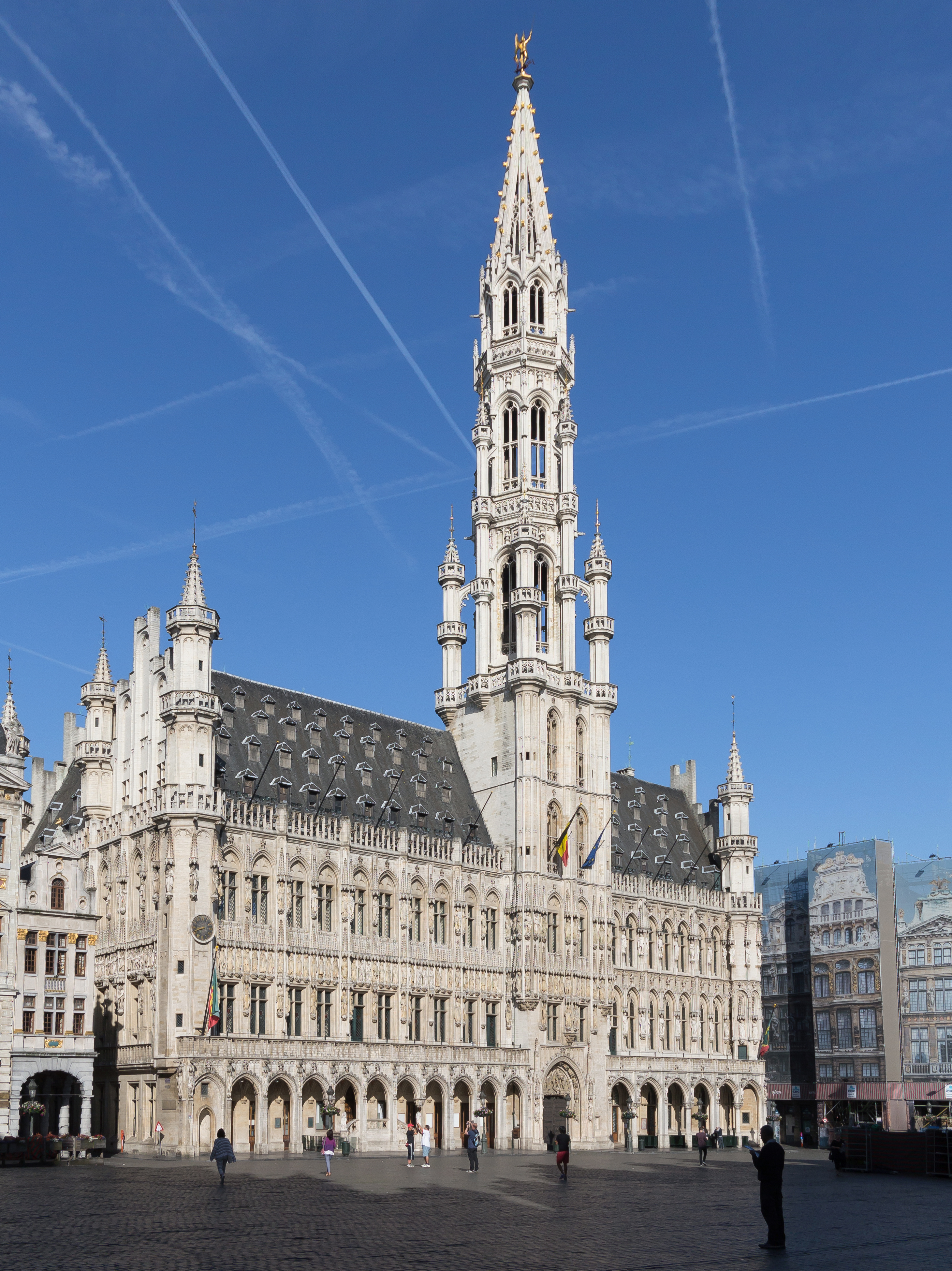
Stadhuis van Brussel

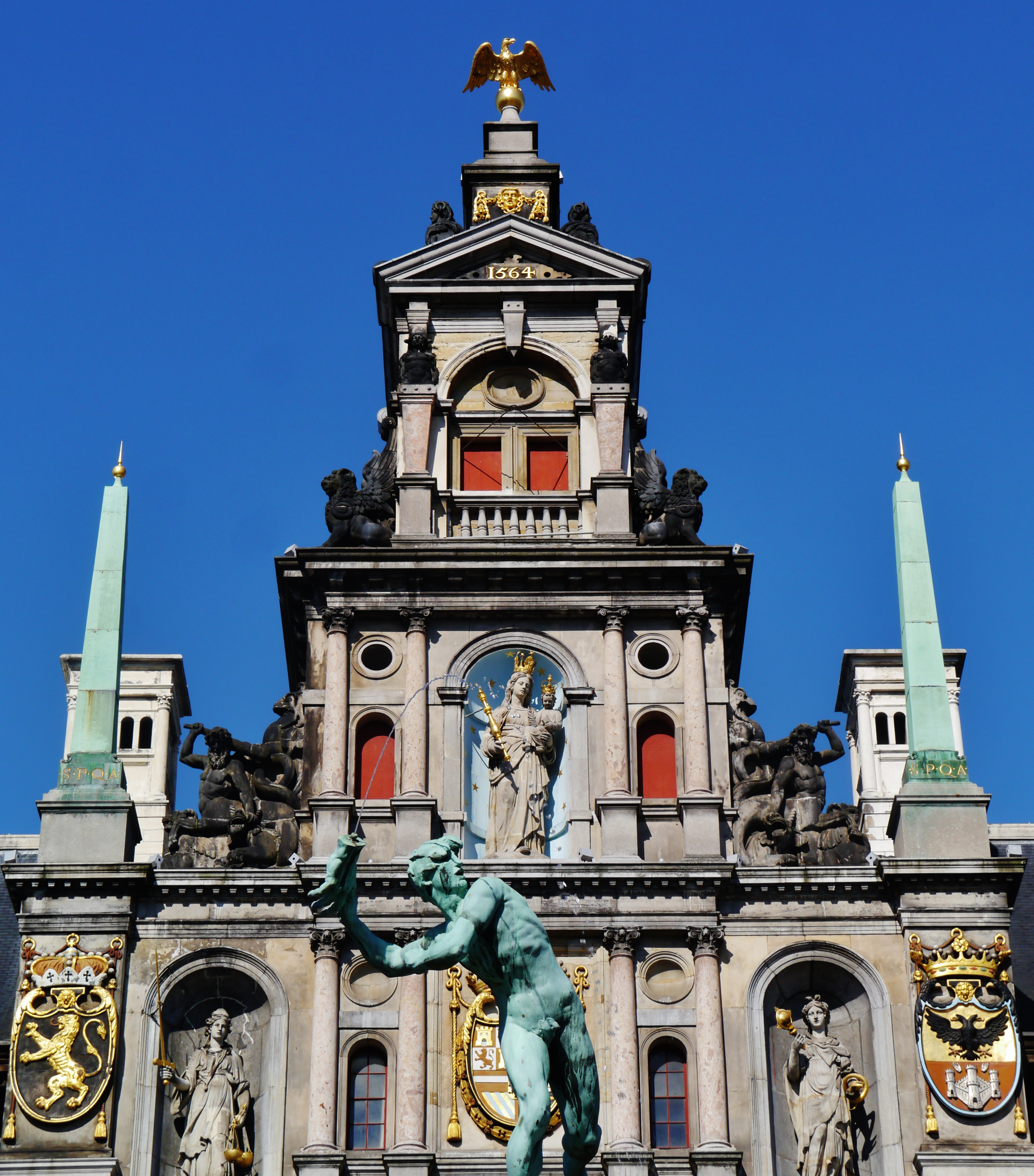
Detail van het stadhuis van Antwerpen

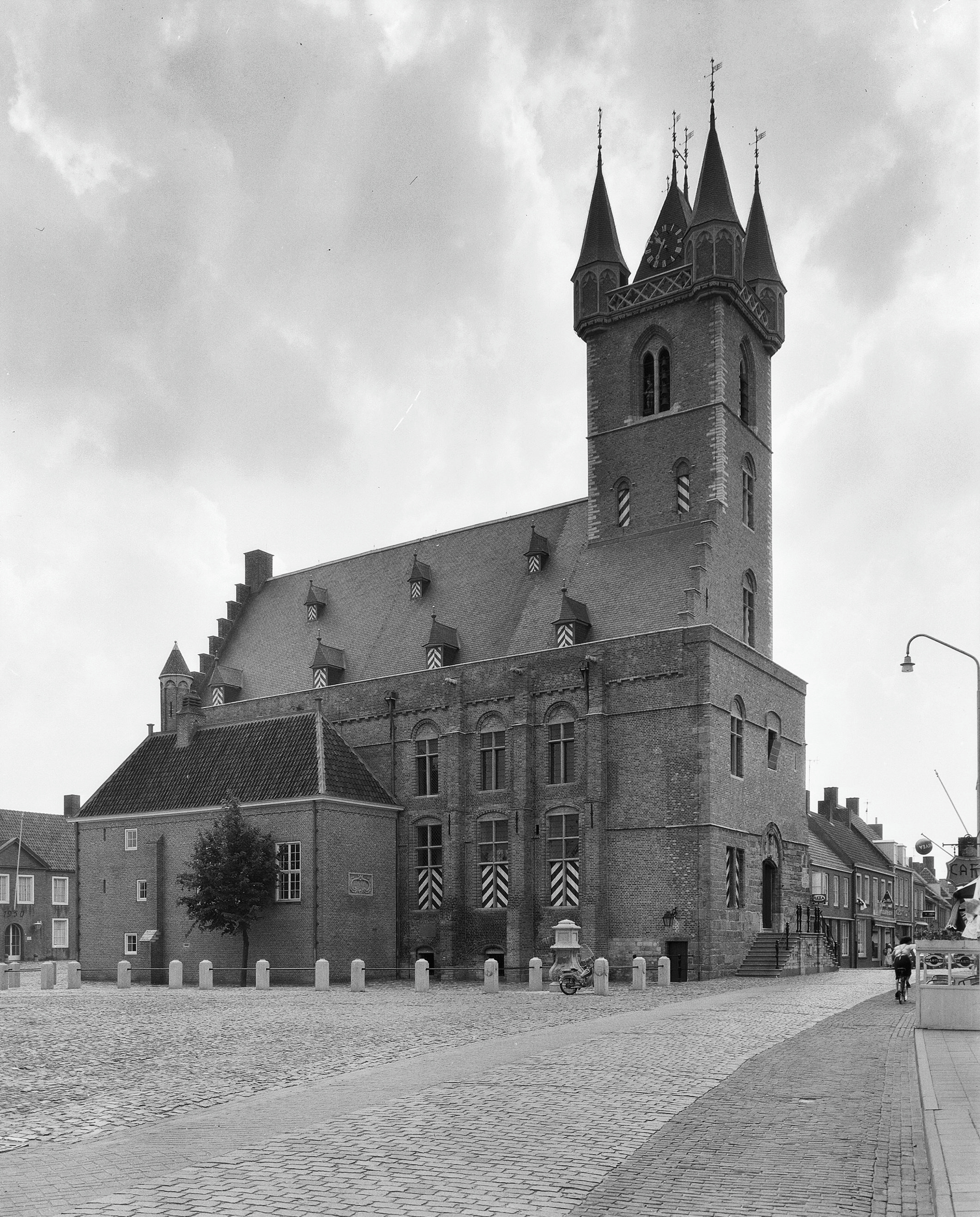
Het stadhuis van Sluis, herbouwd na het bombardement in 1944, is het oudste in Nederland dat de oorspronkelijke vorm heeft behouden. (foto uit 1961)

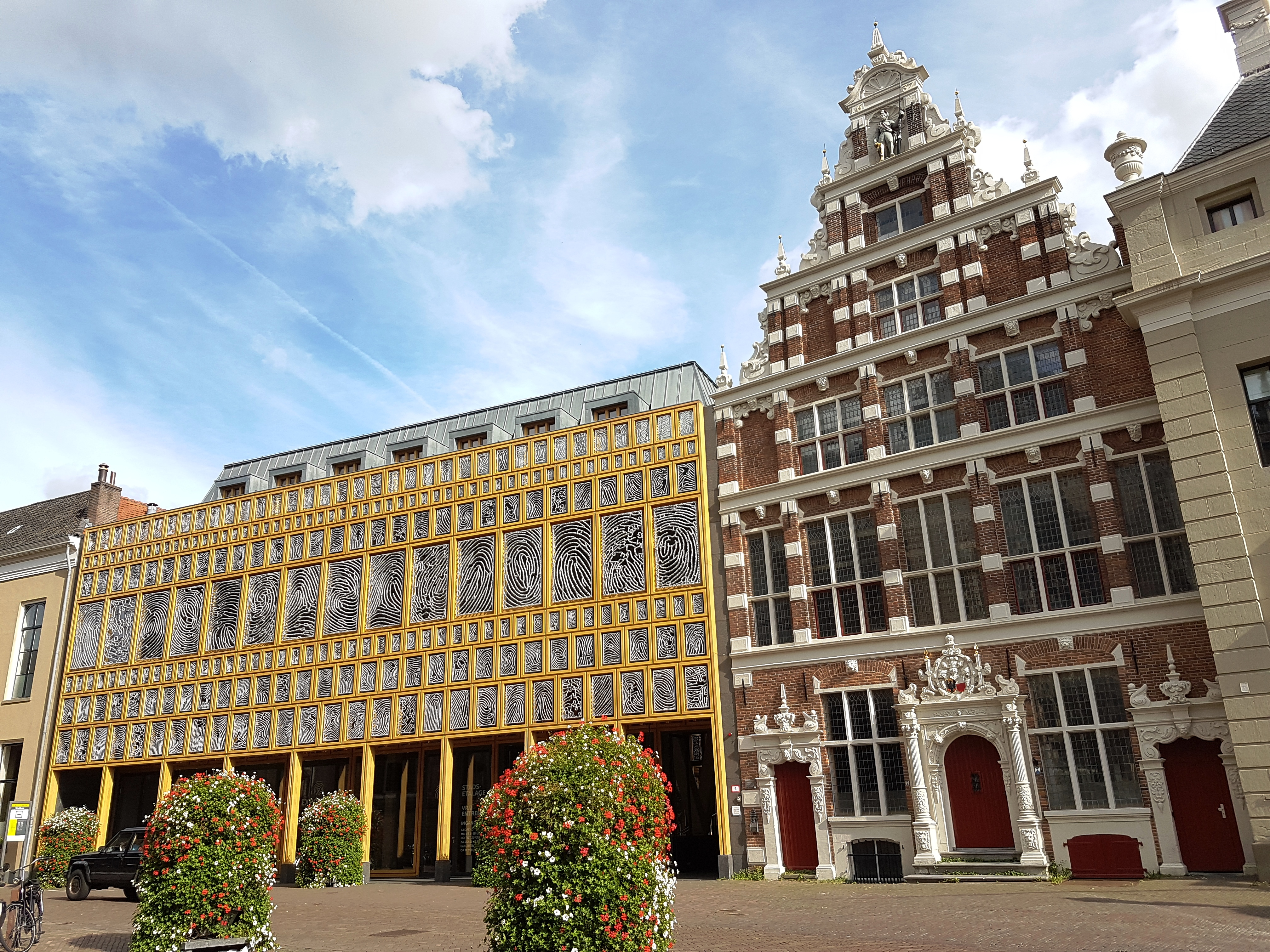
Gevels van het nieuwe stadskantoor en het oude Landshuis te Deventer, die de uitbreiding vormen van het naastgelegen oude stadhuis

Een gemeentehuis (vaak ook: raadhuis of stadhuis) is een gebouw waarin de ambtenaren van de gemeente, de burgemeester en wethouders (Nederland) of schepenen (België) werken en waar de gemeenteraad vergadert. Inwoners kunnen er doorgaans terecht voor gemeentelijke diensten. In veruit de meeste gevallen is het gebouw eigendom van de gemeente.

## Naam
De naam raadhuis bleef ook na de Napoleontische tijd in zwang als alternatieve benaming voor een gemeentehuis. In het Duits is het woord "Rathaus" een algemeen gangbare benaming voor het gemeentehuis.
Bij een gemeente die hoofdzakelijk uit stedelijk gebied bestaat, wordt een gemeentehuis vaak het stadhuis genoemd. Daarnaast wordt het in Nederland ook wel raadhuis (het huis waar de raad vergadert), gemeentekantoor of stadskantoor genoemd.

## Diensten
De afdeling burgerzaken, het loket waar burgers terechtkunnen voor zaken als geboorteaangiften en het afhalen van paspoorten en rijbewijzen, is vaak gevestigd in hetzelfde pand als waar de gemeenteraad vergadert maar dat is niet altijd het geval. Het bestuur van een deelgemeente is gevestigd in een deelgemeentekantoor; dat van een stadsdeel is gehuisvest in een stadsdeelkantoor.
De afdeling raadsgriffie heeft als functie om de raad te ondersteunen bij zijn volksvertegenwoordigende, kaderstellende en controlerende functie. De taken van de griffie zijn om de administratieve, secretariële, procesondersteunende en adviserende taken op zich te nemen. De griffier is de belangrijkste adviseur voor de gemeenteraad als het gaat om de werkwijze en de procedures.
In een gemeentehuis is meestal een trouwzaal aanwezig waar het burgerlijk huwelijk voltrokken kan worden.

## Geschiedenis
Door de wijzigingen in taken en bevoegdheden van de gemeente is het gebruik en indeling van het gemeentehuis in de loop der tijd drastisch gewijzigd. Het gemeentehuis is in Nederland ontstaan uit het raadhuis: een gebouw, waar de plaatselijke bestuurders vergaderden en waar tot de Franse tijd vaak ook recht werd gesproken. Het raadhuis is omstreeks de veertiende eeuw ontstaan, toen de rechtspraak en de vergaderingen van de lokale besturen zich verplaatsten van de open lucht naar hiervoor ingerichte zalen. Het Romeins recht dat indertijd van toepassing was, vereiste dat juridische processen werden gedocumenteerd, iets dat in de open lucht niet goed mogelijk was.
In kleine plaatsen waar geen stadhuis was, gebeurden deze activiteiten vaak in een plaatselijke hoeve, herberg of kroeg, maar in de steden was vaak een stadhuis te vinden waar de schout en schepenen gevestigd waren. Dit gebouw bevond zich doorgaans in het centrum van de stad. Stadhuizen en raadhuizen waren prominente gebouwen die het aanzien van de plaats moesten uitstralen. Ze waren meestal aan een marktplein gelegen, wat niet alleen handig was voor de handelsfunctie die het gebouw ook had, maar ook als locatie waar het publiek goed kon zien hoe vonnissen werden voltrokken. Tot in de zestiende eeuw betrof dit meestal lijfstraffen die als publieke vernedering in het openbaar werden uitgevoerd.

### Zestiende eeuw
In de zestiende eeuw, toen vrijheidsstraffen als vonnis in opkomst waren kreeg de kelder of zolder van het gebouw vaak een bestemming als gevangenis. De representatieve ruimten bevonden zich vanaf deze periode op de eerste verdieping of bel-etage, die van buitenaf langs een trap bereikbaar was. Bovenaan de trap bevond zich doorgaans een bordes waar vanaf de bestuurders de stedelingen konden toespreken.

### Negentiende eeuw
De Staatsregeling 1798 veranderde de functie van het stadhuis drastisch, doordat hierin de rechterlijke macht uit handen van de lokale bestuurders werd genomen en naar een landelijk orgaan werd verplaatst. Juridische processen verplaatsten zich van het gemeentehuis naar nieuw gebouwde rechtbanken en het cachot verdween uit het gebouw, om plaats te maken voor administratieve ruimten. 
De gemeente in de moderne zin van het woord werd pas in de Franse tijd ingevoerd. Tussen 1806 en 1809 kreeg iedere gemeente een gelijkvormig bestuur, met aan het hoofd een maire, later burgemeester. De bijbehorende "mairie" was een echt gemeentehuis, met een representatieve functie. Dit bleek gewoonlijk uit een ingangspartij met trappen en een bordes. De invoering van een burgerlijke stand bracht meer wijzigingen met zich mee: er werden specifieke ruimten aangewezen waarin een burgerlijke huwelijksvoltrekking mocht plaatsvinden, waardoor veel gemeentehuizen moesten worden uitgebreid met een speciale trouwzaal. De Gemeentewet uit 1851 leidde tot een golf aan nieuwe gemeentehuizen en plannen daarvoor, omdat de beschikbare ruimte in de bestaande gebouwen te klein was. In de decennia die daarop volgden, deed de neorenaissance zijn intrede in Nederland, wat tot uiting kwam in de bouw van veel gemeentehuizen. In meer behoudende gebieden werden gemeentehuizen in de stijl van de neogotiek opgetrokken.
Kleinere gemeenten die hun vergaderingen nog steeds in een plaatselijke uitspanning hielden, moesten hiermee stoppen toen in 1881 een drankwet werd uitgevaardigd, die het schenken van alcoholische drank verbood in lokaliteiten die in gebruik waren voor openbare activiteiten. Door de beperkte middelen zijn de gemeentehuizen uit deze tijd vaak gecombineerd met de woning van de burgemeester of een gemeenteambtenaar.

### Twintigste eeuw
In veel plaatsen in Nederland waren pas in de jaren 20 van de twintigste eeuw weer voldoende middelen beschikbaar om een nieuw gemeentehuis te bouwen. De oprichting van het Gemeentefonds in 1929 heeft hier waarschijnlijk aan bijgedragen. Gemeentehuizen uit deze periode laten een scheiding zien tussen het representatieve deel, opgesierd met decoratieve elementen, en het administratieve deel, dat meestal sober werd uitgevoerd.
Na de Tweede Wereldoorlog werden onder invloed van de decentralisatie van overheidstaken de administratieve taken van de gemeenten fors uitgebreid en werden de bestaande gemeentehuizen in veel plaatsen te klein. Bij de nieuwbouw gaf men vanaf de jaren 60 de voorkeur aan ontwerpen die openheid en toegankelijkheid uitstraalden. De grotere ruimte die nieuwbouw innam ten opzichte van de bestaande stadhuizen was in veel steden reden voor onteigeningen, die langdurig en kostbaar waren. Om deze reden en ook vanwege de bereikbaarheid per auto werd vaak gekozen voor een locatie buiten het stadscentrum. De oude locatie werd in die gevallen meestal behouden als representatieve ruimte voor huwelijken, terwijl de nieuwbouw een stadskantoor werd op een locatie buiten het centrum.

## Galerij
Voormalige raad- en stadhuisgebouwen

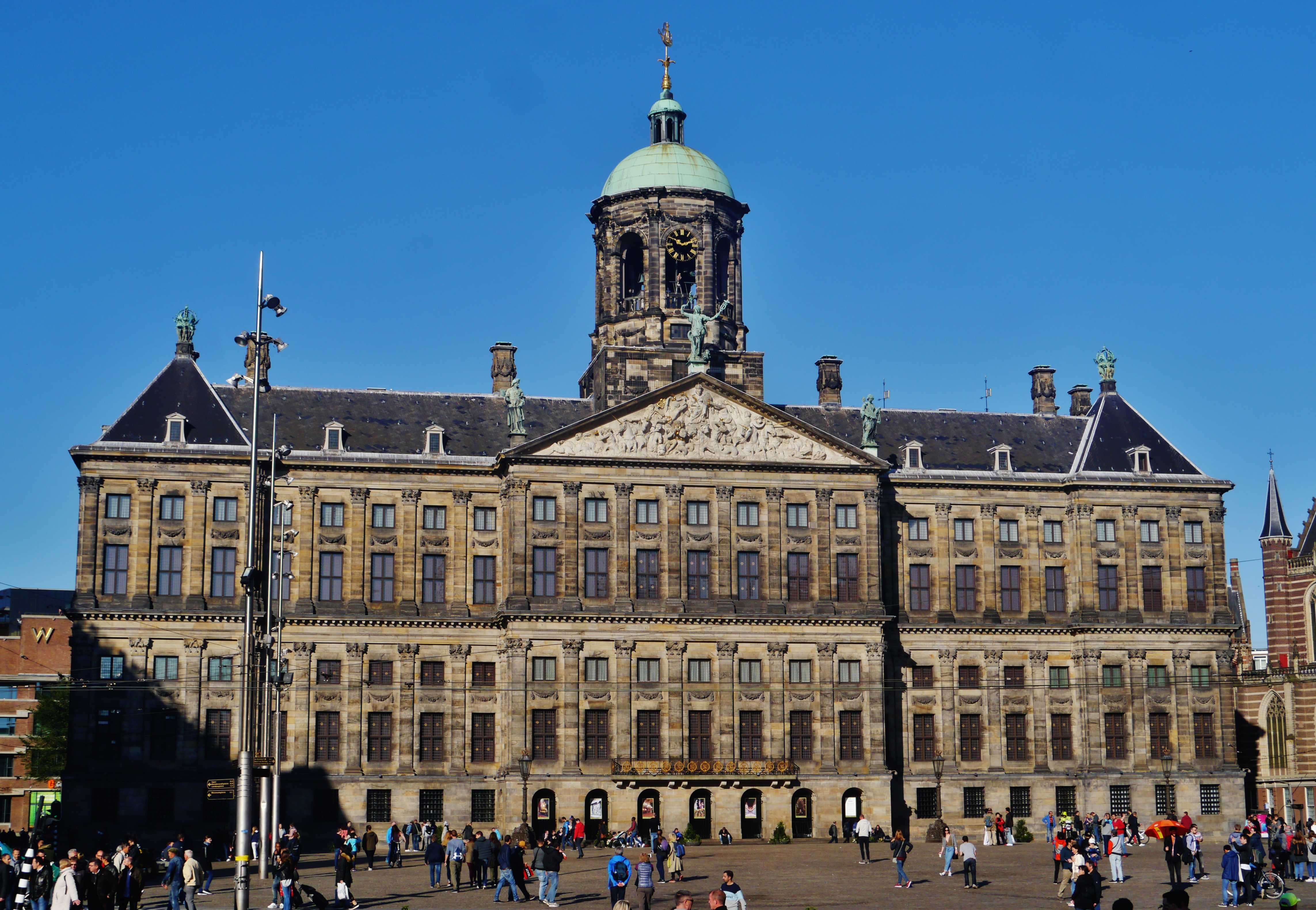
Paleis op de Dam
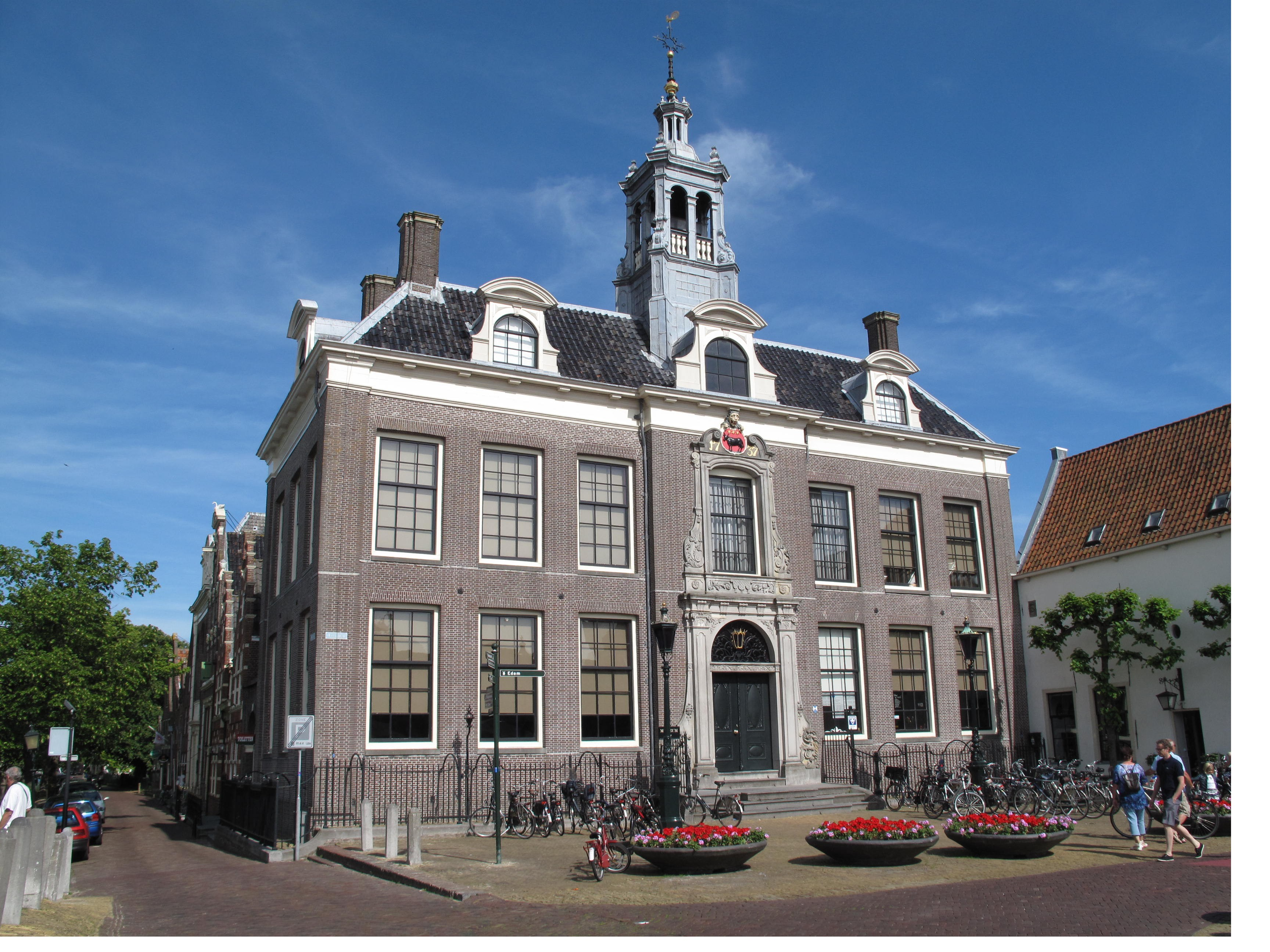
Het voormalige raadhuis van Edam
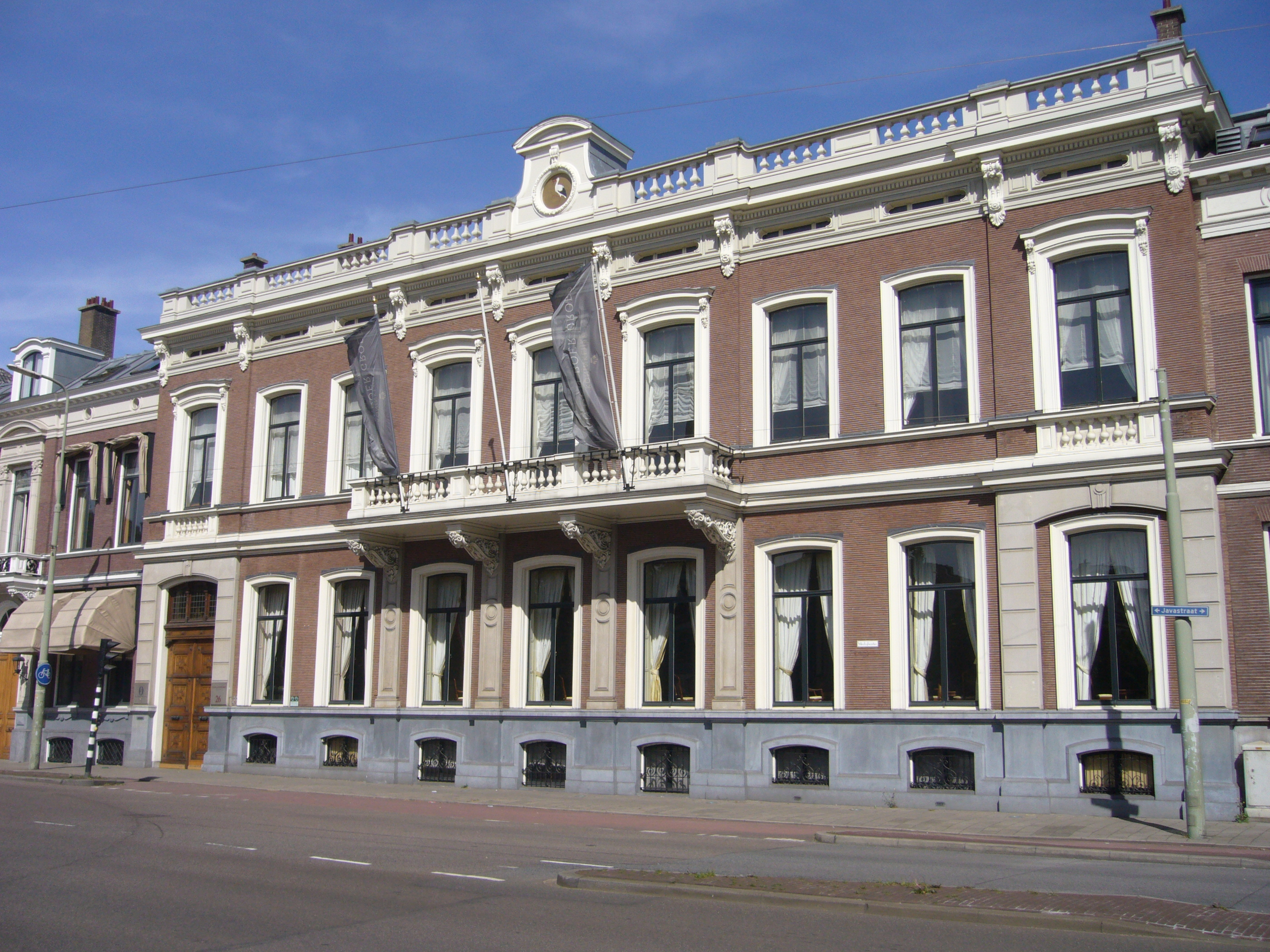
Het voormalige stadhuis van Den Haag
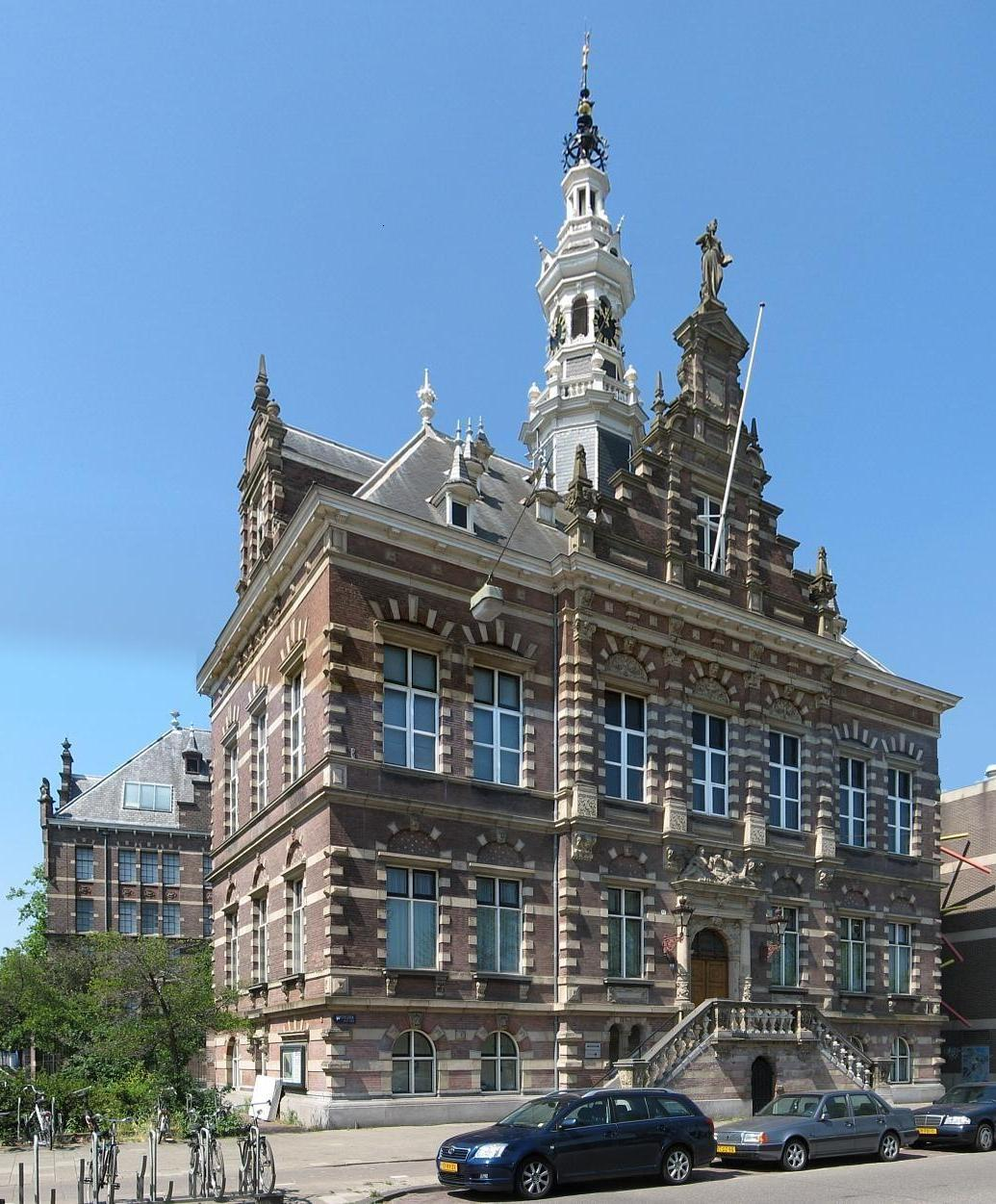
Het voormalige raadhuis van Nieuwer-Amstel
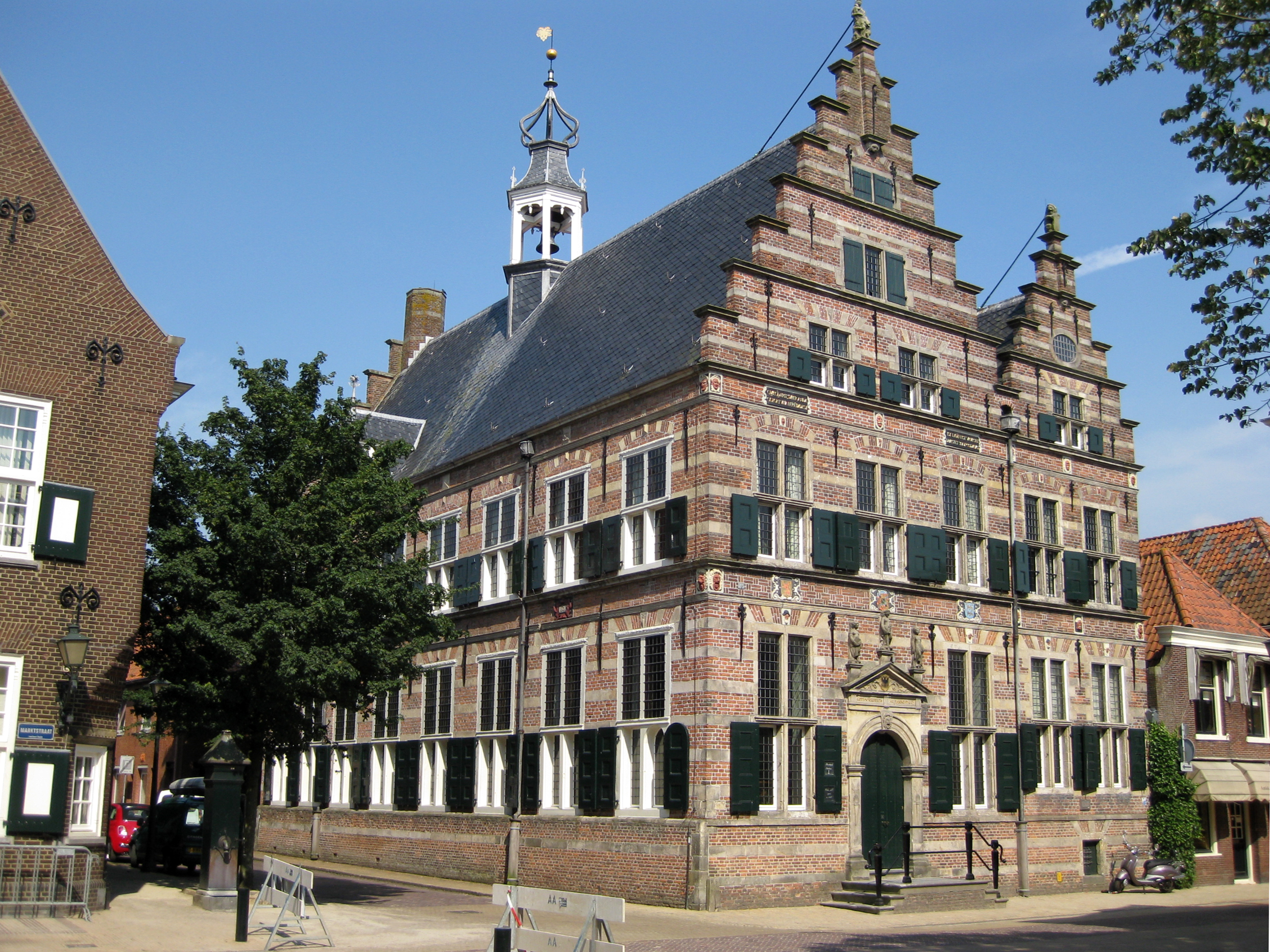
Voormalig stadhuis van Naarden

Moderne gemeentehuisgebouwen

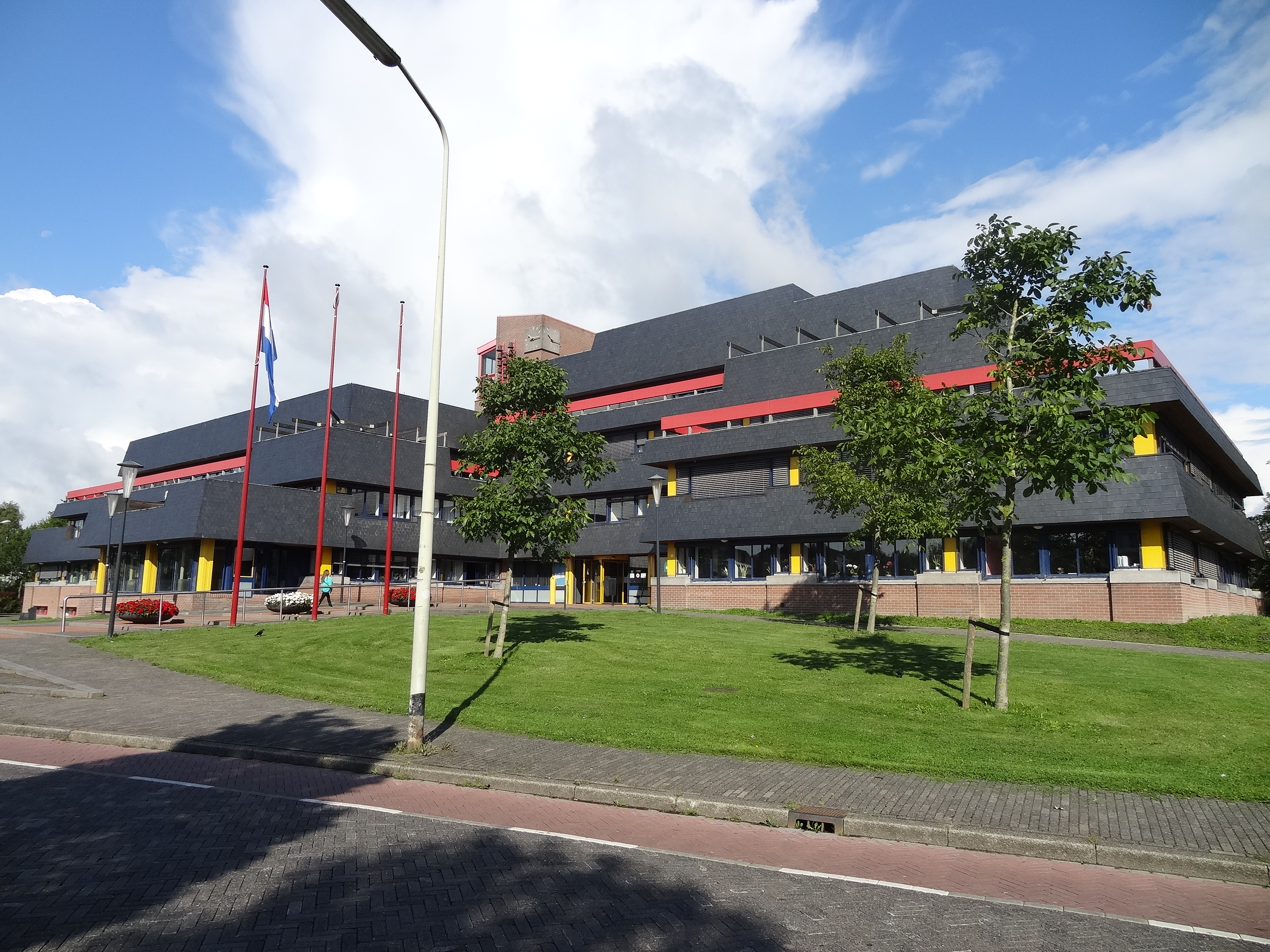
Stadhuis van de Noord-Hollandse gemeente Hoorn
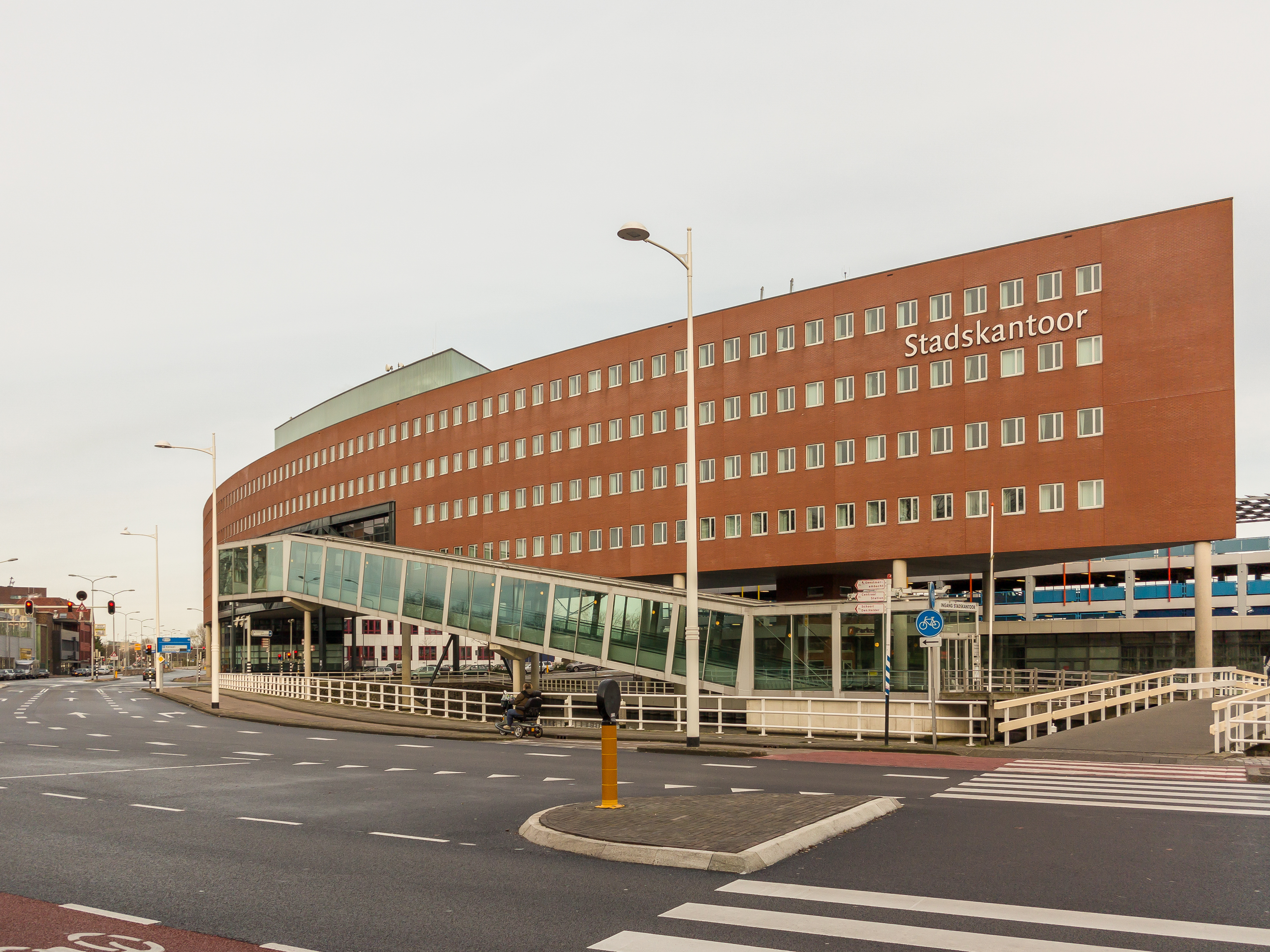
Stadskantoor van Alkmaar
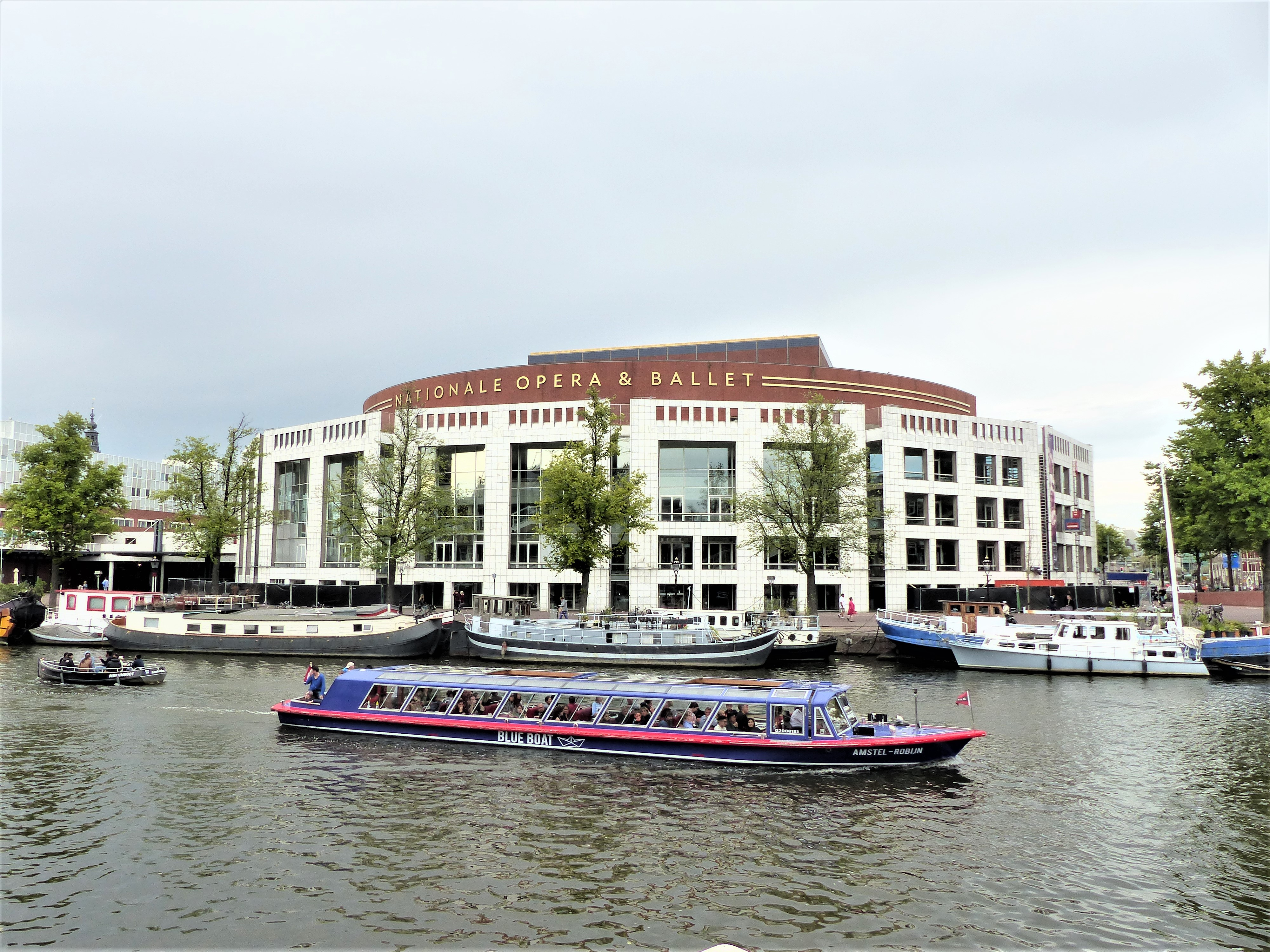
Stadhuis van Amsterdam
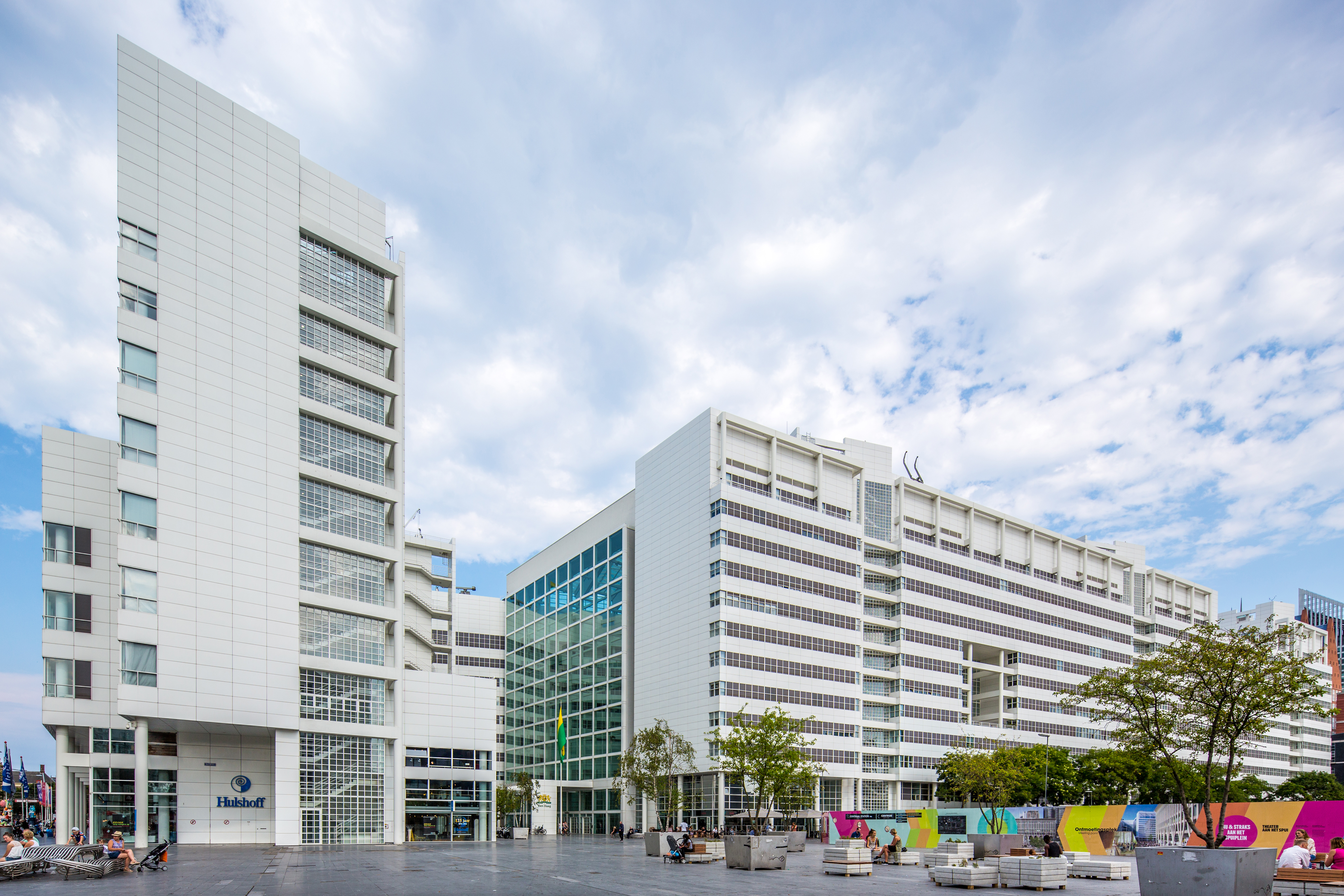
Stadhuis van Den Haag

## Wetenswaardigheden
- In sommige gevallen staat het gemeentehuis niet in de eigen gemeente. Zo staat het gemeentehuis van Bergen in het naburige Alkmaar.[2]
- Het gemeentehuis van de voormalige gemeente Lonneker stond in Enschede.
- Het gemeentehuis van de voormalige gemeente Weesperkarspel stond in Weesp.
- Het gemeentehuis van de voormalige gemeente Zwollerkerspel stond in Zwolle.
- Tussen 2006 en 2015 had de gemeente Drechterland twee gemeentehuizen: van de oude gemeente Drechterland en van de voormalige gemeente Venhuizen.